# Andrew Moran
Andrew Moran, né le 15 octobre 2003 à Dublin en Irlande, est un footballeur international irlandais qui évolue au poste de milieu offensif.

## Biographie

### En club
Né à Dublin en Irlande, Andrew Moran est notamment formé par le Bray Wanderers. C'est avec ce club qu'il joue son premier match en professionnel, le 16 août 2019, à l'occasion d'une rencontre de championnat contre le Cobh Ramblers FC. Il entre en jeu et les deux équipes se neutralisent (3-3 score final). Il devient à cette occasion à 15 ans, le plus jeune joueur de l'histoire du club.
Le 8 juillet 2020 il rejoint Brighton & Hove, où il poursuit sa formation. Il joue son premier match pour Brighton le 24 août 2021 contre le Cardiff City, lors d'une rencontre de coupe de la Ligue. Il entre en jeu et son équipe s'impose par deux buts à zéro.
Le 11 août 2022, Moran prolonge son contrat avec Brighton de trois ans, soit jusqu'en juin 2025.
Le 26 août 2023, Moran est prêté au Blackburn Rovers pour une saison.
Le 16 août 2024, Andrew Moran est de nouveau prêté par Brighton, cette fois-ci à Stoke City pour la durée d'une saison.
Moran inscrit son premier but pour Stoke le 2 octobre 2024, contre le Portsmouth FC, en championnat. Titulaire, il délivre une passe décisive en plus de son but et participe ainsi à la victoire des siens par six buts à zéro,.

### En sélection
Il joue pour l'équipe d'Irlande des moins de 19 ans de 2021 à 2022, participant à cinq matchs et marquant un but.
Le 21 novembre 2023, Andrew Moran honore sa première sélection avec l'équipe d'Irlande à l'occasion d'un match contre la Nouvelle-Zélande. Il entre en jeu et les deux équipes se neutralisent (1-1 score final).